# Buronius
 Buronius  ist eine ausgestorbene Gattung der Primaten aus der Familie der Menschenaffen, die während des späten Miozäns in Europa vorkam. Im Landkreis Ostallgäu in Bayern entdeckte Fossilien, die zu dieser Gattung gestellt wurden, stammen der 2024 publizierten Erstbeschreibung von Gattung und Typusart zufolge aus Sedimentschichten, deren Alter mit Hilfe der Magnetostratigraphie auf 11,62 Millionen Jahre datiert wurde. Einzige Art der Gattung ist bislang Buronius manfredschmidi. Die Fossilien stammen aus der gleichen Fundschicht wie die Fossilien der 2019 erstmals beschriebene Art Danuvius guggenmosi.

## Namensgebung
Die Bezeichnung der Gattung ist abgeleitet vom Sitz eines Adelsgeschlechts im Mittelalter, der Freiherren von Buron / Beuren, aus dem die heutige Stadt Kaufbeuren hervorging. Die Fundstätte von Buronius, die Tongrube „Hammerschmiede“ (47° 55′ 38,5″ N, 10° 35′ 30″ O), liegt fünf Kilometer nördlich von Kaufbeuren. Das Epitheton der bislang einzigen wissenschaftlich beschriebenen Art, Buronius manfredschmidi, ehrt den Zahnarzt Manfred Schmid aus Marktoberdorf, der seit den 1970er-Jahren gemeinsam mit Siegulf Guggenmos Fossilien aus der Tongrube „Hammerschmiede“ gesammelt hat.

Kniescheibe (Strichlänge: 10 mm)

## Erstbeschreibung
Holotypus der Gattung und zugleich der Typusart Buronius manfredschmidi ist ein isoliert gefundener rechter Oberkiefer-Molar M2 mit vollständig erhaltener Krone, jedoch ohne Wurzel (Sammlungsnummer: GPIT/MA/13005). Als Paratypen wurden in der Erstbeschreibung zusätzlich das Bruchstück eines linken Unterkiefer-Prämolars P4 (GPIT/MA/13004) sowie eine von einem linken Bein stammende Kniescheibe (GPIT/MA/10007) benannt. Die Kniescheibe und der Molar waren bereits 2011 im Verlauf der ersten Testgrabung in der Grube „Hammerschmiede“ in unmittelbarer Nähe zueinander geborgen, aber jahrelang nicht wissenschaftlich bearbeitet worden. Der Prämolar wurde 2017 rund 25 Meter unterhalb der beiden 2011 entdeckten Fossilien geborgen.
Aus der Größe der drei Fossilien wurde abgeleitet, dass Buronius vermutlich ein Gewicht von ungefähr 10 Kilogramm hatte, was vergleichbar ist mit einem heute lebenden Siamang. In Bezug auf die bislang beschriebenen Gattungen der Menschenaffen wurde Buronius manfredschmidi von seinen Entdeckern als die kleinste bekannte Art dieser Familie bezeichnet.
Als Besonderheit wird in der Erstbeschreibung herausgestellt, dass erstmals in Europa am gleichen Fundort und in der gleichen Fundschicht Belege für zwei zur gleichen Zeit lebende Menschenaffen-Arten entdeckt wurden. Unterschiede im Bau der Zähne und der Kniescheiben von Buronius und Danuvius wurden als Hinweise auf Unterschiede in der Ernährungsweise beider Arten interpretiert. Die Beschaffenheit des Molars M2 von Buronius deute auf eine eher weiche Nahrung hin, die jedoch auch faserige Komponenten enthalten haben kann; das Gebiss von Danuvius deute hingegen eher auf eine Vorliebe oder Fähigkeit zur Nutzung harter/zäher Objekte hin. Aus den Unterschieden im Bau der Kniescheiben wurden unterschiedliche Körperhaltungen beim Klettern im Geäst von Bäumen abgeleitet: Buronius habe sich zudem möglicherweise in höheren Regionen der Baumkronen aufgehalten als Danuvius. Die Autoren der Erstbeschreibung räumen aber auch ein: „Ohne zusätzliche postkraniale Elemente für Buronius ist es schwierig, die genauen Auswirkungen auf das Verhalten zu rekonstruieren.“

## Belege
1. ↑  Madelaine Böhme, David R. Begun, Andrew C. Holmes, Thomas Lechner und Gabriel Ferreira: Buronius manfredschmidi — A new small hominid from the early late Miocene of Hammerschmiede (Bavaria, Germany). In: PLoS ONE. Band 19, Nr. 6, 2024, e0301002. doi:10.1371/journal.pone.0301002.
2. ↑  Zweite Menschenaffenart in der Hammerschmiede entdeckt. Grabung im Allgäu: „Buronius“ ist der kleinste bekannte Menschenaffe. Auf: uni-tuebingen.de vom 7. Juni 2024.
3. ↑  wörtliche Übersetzung aus dem Abschnitt Patella function der Erstbeschreibung.